# Thérapie cognitivo-comportementale
Pour les articles homonymes, voir TCC et CBT.
Les thérapies comportementales et cognitives ou TCC (en anglais, cognitive behavioral therapy ou CBT) regroupent un ensemble de traitements des troubles psychiatriques (notamment addictions, psychoses, dépressions et troubles anxieux) qui partagent une approche selon laquelle la technique thérapeutique doit être fondée sur les connaissances issues de la psychologie scientifique. 

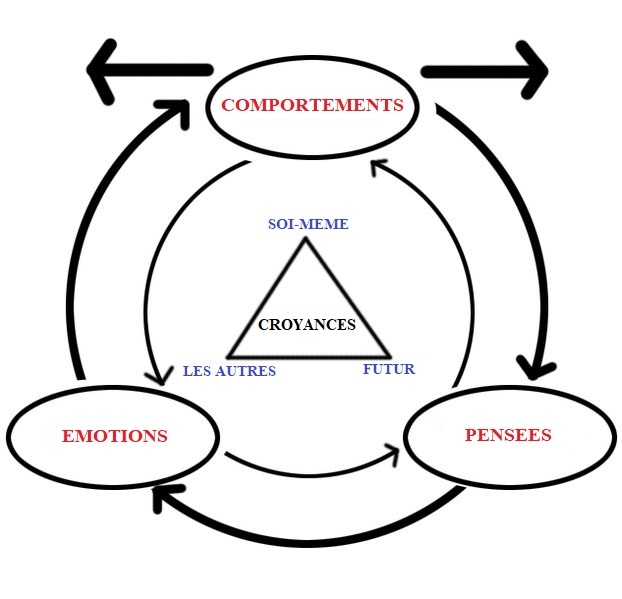
Représentation des éléments de base de la TCC

Elles doivent obéir à des protocoles relativement normalisés. Elles évaluent souvent l'évolution du patient au cours de la thérapie.  Elles acceptent la démarche de médecine fondée sur les faits. 
Les TCC ont pour particularité de s'attaquer aux difficultés du patient dans « l'ici et maintenant » par des exercices pratiques centrés sur les symptômes observables au travers du comportement et par l'accompagnement par le thérapeute qui vise à intervenir sur les processus mentaux dits aussi processus cognitifs, conscients ou non, considérés comme à l'origine des émotions et de leurs désordres. La standardisation de la pratique des TCC a contribué à la reconnaissance de leur efficacité par leur caractère reproductible qui est une des exigences de la démarche scientifique. Elles sont particulièrement indiquées pour les troubles anxieux (notamment les phobies) et les addictions.
Dans l'histoire de la psychologie clinique, les courants dits comportementalistes (visant d'abord à intervenir sur le comportement) et cognitifs (cherchant à intervenir sur les croyances, les représentations, et leurs processus de construction) sont apparus parallèlement au milieu du XXe siècle, parfois en compétition l'un avec l'autre. Depuis les années 1980, ce clivage historique entre comportementalisme et cognitivisme tend à disparaître dans la pratique thérapeutique.

## Histoire

### Influences philosophiques
Des précurseurs de certains aspects fondamentaux de la thérapie cognitive et comportementale (TCC) ont été identifiés dans diverses traditions philosophiques anciennes, en particulier le stoïcisme,,,. Dans son manuel de traitement original pour la dépression, Aaron Temkin Beck, stipule que : « Les origines philosophiques de la thérapie cognitive remontent aux philosophes stoïciens ». On peut citer des philosophes stoïciens comme Épictète qui enseigne dans son Manuel philosophique que « ce qui trouble les hommes, ce ne sont pas les choses, mais les représentations qu’ils en fabriquent. » : Selon lui, nous devons identifier ce qui cause nos troubles, modifier nos représentations ; pour ancrer nos représentations nouvelles, il nous conseille de nous exposer à ce qui cause nos troubles et de les appréhender à travers des exercices répétés quotidiennement. Dans Pensées pour moi-même, l'empereur et philosophe stoïcien Marc-Aurèle écrit ses réflexions et se donne lui aussi des exercices à mettre en œuvre pour atteindre l'absence de troubles. Ce principe est fondateur de l’approche de la relation d’aide en psychologie cognitive, telle qu'a pu la définir Albert Ellis, en s'appuyant sur le stoïcisme,. John Stuart Mill est également une figure philosophique clef ayant influencé le développement de la TCC par sa création de l'associationnisme, une méthode précurseure du conditionnement classique et de la théorie comportementale. Néanmoins, selon Bernard Granger, si les analogies avec le stoïcisme sont profondes, notamment sur le principe de rationalité, « il ne faut pas pour autant être victime d’une illusion rétrospective et méconnaître les nombreux points de divergence entre école stoïcienne et thérapie cognitive. La principale est peut-être que celle-ci est plutôt normalisante ». 
Les principes issus du bouddhisme ont également eu un impact significatif sur l’évolution de diverses formes de TCC, notamment la thérapie comportementale dialectique (TCD), la thérapie cognitive basée sur la pleine conscience, la TCC basée sur la spiritualité et la thérapie focalisée sur la compassion. 
Les racines modernes de la TCC remontent au développement de la thérapie comportementale au début du XXe siècle, au développement de la thérapie cognitive dans les années 1960 et à la fusion ultérieure des deux disciplines. 

### Du comportementalisme aux thérapies
Au début du XXe siècle, la célèbre expérience d'Ivan Pavlov sur le conditionnement classique donne naissance au courant comportementaliste en psychologie scientifique : si on présente un stimulus initialement neutre, par exemple un son de cloche, juste avant de donner de la nourriture à un chien et que cela est répété plusieurs fois, le chien finira par saliver en entendant seulement le son, avant même que la nourriture arrive ; c'est le conditionnement. Mais si, par la suite, le son est présenté plusieurs fois sans nourriture, la salivation ne se produira plus ; c'est « l'extinction ». Mis en évidence chez l'animal, ces phénomènes ont été reproduits chez l'humain. John Watson, en 1920, induit une phobie chez un enfant à partir de cette théorie du conditionnement. Ces travaux mettent en évidence la volonté de donner, au moyen de l'expérimentation chez l'homme mais aussi au besoin chez l'animal, une base empirique aux théories et partant à la démarche clinique en psychothérapie.
Mary Cover Jones, en 1924, expérimente la première thérapie comportementale : elle expose peu à peu des enfants à l'objet de leur peur, tout en les récompensant de cette exposition, ainsi qu'en leur montrant d'autres enfants qui eux n'ont pas peur. Cette première thérapie comportementale est présentée comme une expérience scientifique. Richard L. Solomon en 1953 formalise l'idée même d'exposition, prouvant avec des chiens que si l'exposition est suffisamment longue la phobie disparaît.
En 1952, dans ses recherches sur l'anxiété, Joseph Wolpe propose un traitement dit de « désensibilisation systématique » fondé sur le principe d'inhibition réciproque qui consiste à produire un état psychologique incompatible avec l'état anxieux pendant l'exposition à l'objet phobique. Il s'inspira des premières expériences qui consistaient par exemple à donner de la nourriture à des chats rendus anxieux par conditionnement préalable. Toujours en 1953, Burrhus F. Skinner place le conditionnement opérant au centre de ses travaux, montrant comment les individus acquièrent leur comportement, en sélectionnant ceux qui seront positifs pour eux. Il tente de l'appliquer à une meilleure compréhension de l'éducation.

### Apparition
Parallèlement, entre les années 1950 et 1960, de nouvelles approches thérapeutiques voient le jour. En effet malgré certains succès dans le traitement des névroses, d'autres troubles dont la dépression s'avèrent plus résistants aux thérapies d'inspiration comportementalistes. Les alternatives proposées, notamment par les américains Albert Ellis et Aaron Beck, se démarquent par leur utilisation de concepts auparavant considérés comme trop « mentaliste » tels que les croyances ou les émotions—Beck sera à l'origine d'un questionnaire de mesure de la dépression toujours utilisé aujourd'hui, le Beck Depression Inventory. Malgré l'effervescence scientifique autour de la Révolution cognitive, les fondements cliniques de ces approches reflètent davantage la recherche d'une « troisième voie » entre le comportementalisme et la psychanalyse que les nouveaux paradigmes de la psychologie cognitive de laboratoire.
La thérapie rationnelle qu'Albert Ellis élabore à partir de 1953 et qu'il baptisera par la suite de « thérapie rationnelle-émotive » se revendique ainsi de la philosophie stoïcienne. Elle repose en partie sur l'idée que les perturbations psychiques sont le reflet d'un dysfonctionnement dans la manière de penser ou d'appréhender le monde sur la base de croyances erronées. La thérapie se focalise donc sur le présent, en cherchant par le biais d'exercices mentaux et d'un travail de rationalisation, à modifier les modes de pensée, les réactions émotionnelles et les comportements plutôt que de revenir sur le passé pour comprendre l'origine du trouble. La théorie rationnelle-émotive est considérée comme la première forme de thérapie résolument cognitivo-comportementale.
Autre déçu de la psychanalyse et influencé par Albert Ellis, le psychiatre Aaron Beck développe sa propre approche thérapeutique, d'abord autour de la dépression, au début des années 1960, puis s'intéressant aussi aux troubles anxieux. Il propose le terme de thérapie cognitive en référence au concept de cognition qui désigne les processus mentaux par lequel les individus traitent l'information dans leur vie de tous les jours. Cette thérapie cognitive se démarque donc franchement des méthodes comportementalistes en se focalisant quasi exclusivement sur les processus mentaux, et en particulier ce que Beck dénommera sous le nom de schémas. Ce sont en effet ces schémas mentaux (pensées automatiques, monologues internes) sur lesquels le thérapeute cherche à agir avec le patient.

### Fusion cognitivo-comportementale
En 1961, Albert Bandura montre que, si l'on présente à des enfants de deux ans et demi des adultes maltraitant une poupée, et que ces adultes partent, les enfants imitent ces comportements violents. L'imitation fonctionne si le comportement imité n'est pas vu « directement », mais est seulement filmé. 
En 1965, Teodoro Ayllon et Nathan Azrin mettent au point une thérapie fondée sur des jetons (récompenses) auprès de schizophrènes. À défaut de pouvoir guérir la psychose, cette méthode permet d'enseigner des tâches simples au regard de la souffrance du sujet, et de l'ampleur de ses productions délirantes telles que s'habiller ou ranger sa chambre. C'est au Camarillo State Mental Hospital en Californie que l'économie de jeton est appliquée à grande échelle. Les jetons sont « utilisés comme monnaie d'échange dans différents lieux : boulangerie, épicerie, ou cafeteria [...] Des cartes de crédit approvisionnées en jetons sont également créées. » C'est le psychologue Raymond A. Ulmer qui est chargé d'y développer ce programme considéré comme extrêmement innovant. Il est directeur adjoint du Behavior Modification Program de 1969 à 1972 au Camarillo Hospital,. Un psychiatre et un psychologue à plein temps, vingt infirmières et un travailleur social à mi-temps sont alloués au programme qui dure 5 ans au Camarillo contre deux ans dans la plupart des autres hôpitaux qui mettent en place l'économie de jetons à la même époque. Mais cela ne suffit pas pour faire face aux difficultés organisationnelles et logistiques. Pour susciter l'adhésion et l'enthousiasme des soignants à des programmes d'économie de jetons, Teodoro Ayllon et Nathan Azrin proposaient des renforcements positifs sous la forme d'augmentations de salaire ou de réduction de temps de travail. Par manque de personnel, d'anciens malades sont « recrutés » pour intégrer de nouveaux participants au programme. Selon Robert Liberman, psychiatre au Camarillo Hospital, « apprendre au personnel à adopter sans cesse la position adéquate face aux patients requérait parfois des efforts insurmontables. » Ulmer mettait aussi en garde contre la punition qui renforçait parfois les comportements à sanctionner en citant le cas d'un patient qui aurait crié de plus belle après avoir été puni pour avoir hurlé. Mais, c'est surtout le recours aux pairs-aidants qui pose un problème : en échange de gratifications supplémentaires (chambre individuelle, droits de sortie étendus...), les patients qui ont bien intégré les règles du programme dénoncent les patients plus retors et un système de délation se met alors en place, créant des tensions entre malades, peu propices au calme et à la réhabilitation psychosociale,.
En 1970, Marks, qui distingue phobies simples et sociales, théorise l'idée d'immersion : il s'agit de confronter, afin de faire disparaître l'anxiété, à des situations de plus en plus effrayantes non plus progressivement mais de confronter directement le patient à sa plus grande peur.
Jusque dans les années 1980, la thérapie rationnelle-émotive d'Ellis et surtout la thérapie cognitive de Beck gagnent en popularité dans la psychologie clinique et deviennent des cadres théoriques fondamentaux en recherche clinique. Néanmoins, les techniques comportementales auxquelles elles se trouvent souvent confrontées dans les essais cliniques vont au fur et à mesure fusionner avec ces approches essentiellement cognitives et donner naissance aux psychothérapies proprement « cognitivocomportementales », visant par exemple le trouble panique.
Les TCC sont les psychothérapies qui se prêtent le plus à l'évaluation de la médecine fondée sur les faits. Ce sont elles qui ont montré le plus d'efficacité dans ce cadre. De plus, elles offrent un cadre théorique qui entretient des liens, plus ou moins directs, avec les concepts de la psychologie scientifique et plus récemment des neurosciences cognitives.

### Nouveaux modèles
Dans le début des années 2010, le champ des psychothérapies cognitivocomportementales reste très actif. De nouveaux modèles continuent d'apparaître tels la thérapie d'acceptation et d'engagement (ACT) de Steven C. Hayes qui vise à restaurer une flexibilité psychologique et cognitive chez les patients, ou encore la thérapie cognitive basée sur la pleine conscience (ou mindfulness) en utilisant la méditation, efficace dans la gestion du stress et contre les rechutes dépressives (aussi efficace qu'un traitement par antidépresseurs dans la prévention de rechute dépressive,).
Certains auteurs ont ainsi proposé de décrire ces nouvelles thérapies comme constitutives d'une « troisième vague » de TCC, après la vague comportementaliste et la vague cognitive (et cognitivo-comportementale)  Cette troisième vague serait caractérisée par l'acceptation plutôt que l'évitement des pensées pénibles et l'utilisation de techniques méditatives. Néanmoins, cette appellation ne fait pas encore consensus auprès de certains auteurs des TCC classiques. Ces techniques mettent au centre du travail le contact avec le moment présent. Elles ont le mérite de s'engager sur une démarche commune aux autres types de TCC (démarche explicitée, standardisée, qui communique étroitement avec les neurosciences cognitives) le plus possible ce qui permet une étude plus facile. 
Depuis le milieu des années 1990, grâce aux progrès de l'informatique, les technologies de réalité virtuelle commencent à être utilisées dans un cadre psychothérapeutique, pour recréer des situations virtuelles auxquelles peuvent être confrontés les patients. Ces techniques d'immersion virtuelle sont envisagées dans le traitement de troubles phobiques.
En outre, on assiste aujourd'hui[Quand ?] à un engouement[réf. souhaitée] de la recherche internationale pour les biais cognitifs, notamment grâce aux travaux de Daniel Kahneman, prix Nobel d'économie en 2002. Ces recherches donnent lieu à des nouvelles applications en psychothérapie cognitive et comportementale (mais aussi en coaching et en développement personnel).

## Principes thérapeutiques
Pour les troubles anxieux, la thérapie comportementale agit au moyen de mises en situation et d'expositions graduées aux situations provoquant une anxiété. Par exemple, dans le cas d'une phobie des araignées, on demande au sujet de classer les différentes situations où il peut être confronté à des araignées sur une échelle de 0 à 100. Ensuite on l'expose progressivement aux situations des moins anxiogènes pour lui aux plus anxiogènes. Par exemple, le patient doit d'abord imaginer une araignée, puis observer des images d'araignées, toucher un bocal où se trouve une araignée, et finalement toucher l'araignée. En même temps, il apprend à maîtriser les manifestations physiologiques de la peur à l'aide d'exercices de relaxation. La thérapie cognitive agit sur les pensées du patient présentant une distorsion cognitive (par exemple, une peur excessive d'être contaminé par une maladie pourra être combattue par une information sur la maladie en question et l'appréciation des risques réels).
Les thérapies cognitives, à la suite notamment des travaux de Beck, sont apparues comme un complément nécessaire à l'approche comportementaliste pure en mettant l'accent sur l'importance des schémas préconscients de pensée chez l'être humain et la manière dont les schémas dysfonctionnels peuvent générer et/ou entretenir divers troubles mentaux. La thérapie cognitive ne diffère pas dans sa méthodologie de la thérapie comportementale se pliant aux exigences de l'efficacité et de l'évaluation statistique. Des réussites dans les traitements des états dépressifs par les techniques cognitives ont suscité l'espoir que d'autres pathologies pourraient bénéficier de ce type d'approche et dans les années 2010 plusieurs chercheurs travaillent à appliquer cette approche dans un registre pathologique plus large incluant les troubles de l'humeur, les états anxieux, les troubles de la personnalité et les psychoses. Les preuves de l'efficacité dans ces indications sont plus difficiles à obtenir pour l'instant.
En pratique, les psychothérapeutes formés à ces techniques mélangent les approches comportementales et cognitives dans un même projet thérapeutique dans le but d'améliorer l'efficacité, ce qui fait qu'on parle généralement de thérapie cognitivocomportementale (TCC) pour désigner cette approche thérapeutique.

### Déroulement
Les TCC sont des « thérapies actives » : le psychothérapeute échange avec le patient, le renseigne, lui propose des techniques, astuces, etc. Parmi ces techniques figurent l'exposition (en imagination, thérapie par réalité virtuelle ou in vivo), la relaxation, le façonnement, le modeling, la restructuration cognitive…
- Évaluation avant traitement : l'analyse fonctionnelle. Elle comporte deux dimensions :
  - qualitative : il s'agit de déterminer les circonstances dans lesquelles le problème est apparu d'en préciser les facteurs déclenchants et ceux contribuant à son maintien. Plusieurs grilles permettent de réaliser cette analyse, comme le BASIC ID d'Arnold Lazarus, ou la grille SECCA.
  - quantitative : pour percevoir l'évolution des difficultés du patient au cours du traitement, il faut auparavant les mesurer. Par exemple, avec une personne ayant un trouble obsessionnel compulsif (TOC) de lavage, le thérapeute pourra évaluer avec la personne le temps passé sous la douche, et d'autres indicateurs qui vont permettre d'établir une ligne de base du TOC du patient. De nombreuses échelles cliniques sont à la disposition du thérapeute.
- Le contrat thérapeutique : il présente au patient comment lui et le thérapeute vont s'y prendre pour mener le changement thérapeutique. Les objectifs sont progressifs.
- Application du programme : elle se fait au rythme du patient, les étapes sont susceptibles d'être réajustées.
- Évaluation des résultats : le psychothérapeute cognitif et le patient évaluent le résultat de la thérapie. La comparaison entre la ligne de base et l'évaluation en fin de thérapie sont un indicateur du succès de la thérapie. Il n'est pas impossible de considérer une nouvelle thérapie à la suite de cette évaluation, si de nouveaux objectifs sont envisagés.

Les thérapies cognitivo-comportementales à la différence de la psychopathologie psychanalytique ne prennent pas en compte l'hypothèse selon laquelle les  symptômes relèvent de l'inconscient, de la sexualité infantile et du travail du sujet par sa propre vérité. Elles s'intéressent à modifier ses comportements et ses pensées. Si elles sont amenées à intégrer à travers la recherche des cognitions et des émotions du patient des aspects de son histoire subjective, cette prise en compte vise à « corriger » celles-ci pour modifier le comportement puis la conduite. Le but n'est pas que le sujet ait une connaissance de sa vie psychique (objet lui-même hypothétique). Le but est que le sujet verbalise, inventorie ses réflexions (cognitions) et ses comportements en face d'une situation précise qui lui pose des problèmes (angoisse, phobie) pour modifier les schémas dysfonctionnels qui guident le comportement.
Chaque thérapie commence donc par une analyse comportementale détaillée dans le but d'aboutir à une hypothèse quantifiée sur la manière dont le symptôme s'est constitué et sur les conséquences qui en découlent. La thérapie proprement dite utilise des techniques validées et reproductibles d'un patient à l'autre. Tout au long de la thérapie, le patient est évalué et s'évalue à chaque étape et l'hypothèse initiale peut être rediscutée. La réussite de la thérapie consiste idéalement en la modification des schémas et des conditionnements dysfonctionnels qui entraînaient la souffrance du patient, laquelle a été préalablement objectivée par le recueil d'un ensemble de manifestations source de souffrance subjective et significative. Ainsi, à la différence d'une psychanalyse, dont le terme ne peut jamais être fixé d'emblée par le patient parce qu'elle vise la connaissance de sa « vie psychique », la fin d'une TCC est facile à déterminer tant par le patient que le thérapeute dès lors qu'ils respectent le contrat initial.

### Évaluation et application
Les troubles mentaux pour lesquels l'efficacité des TCC est attestée : agoraphobie, attaques de panique, trouble panique, troubles anxieux, phobies et phobies sociales, syndrome de stress post-traumatique, état de stress aigu, trouble obsessionnel compulsif, dépression ambulatoire, d'intensité moyenne, du sujet âgé et hospitalisé, prévention du suicide, trouble bipolaire, trouble de la personnalité borderline chez les femmes, syndrome de fatigue chronique, psychose, insomnie, alcoolisme ou toxicomanies, anorexie mentale et boulimie.
Elle a aussi montré une efficacité dans la prise en charge de certaines pathologies physiques comme les acouphènes, les vertiges...
Plusieurs techniques peuvent être utilisées et incluent : arrêt de la pensée, maîtrise de soi, auto-observation, biofeedback, continuum, maîtrise par le stimulus, contrôle respiratoire, décatastropher, décentration, découverte guidée, désensibilisation systématique (voir exposition), économie de jetons, entraînement aux compétences sociales, exposition, feed-back, flèche descendante, focalisation sensorielle, gestion des contingences, jeu de rôle, modeling, modifications des autoverbalisations, modifications des schémas précoces inadaptés, prévention de la rechute, prévention de la réponse, répétition cognitive, résolution de problème, restructuration cognitive, tâche à domicile, sensibilisation couverte et stop-start ou squeeze.

### Découvertes récentes, pistes de recherche
Selon une étude récente publiée dans la revue Translational Psychiatry, la thérapie cognitivocomportementale (TCC) appliquée à des patients souffrant d'anxiété sociale diminue leur niveau d'anxiété, mais elle semble aussi pouvoir protéger les cellules d'un vieillissement accéléré. Or, il semble exister des liens entre certains troubles psychiatriques et le vieillissement cellulaire, peut être car les victimes de maladie mentale sont souvent associées à un risque accru de développer plus précocement des troubles somatiques tels que l'hypertension artérielle ou le diabète, et car certains troubles mentaux pourraient être liés à des télomères plus courts et à un vieillissement biologique accéléré,,,,,,.
Les télomères protègent les cellules, mais raccourcissent à chaque division cellulaire ; ils sont eux-mêmes protégés par deux enzymes (télomérases) qui les restaurent ; et glutathion peroxydase qui protège la cellule du stress oxydatif, lequel contribue aussi à raccourcir les télomères. 
Selon cette étude, ces deux enzymes protectrices se montrent plus actives au fur et à mesure que la thérapie TCC améliore l'état de stress du patient.

Ceci laisse penser que l'efficacité de certains traitements pourrait être améliorée en les adaptant mieux au profil biologique et psychologique du patient. Selon les auteurs il n'y a pas dans cette étude de biais induits par le tabagisme, l'IMC ou des traitements médicamenteux en cours.

## Alternatives
Des dépressions sont souvent associées au diagnostic et traitements d'un cancer, (notamment dans le cas de personnes jeunes touchées par un cancer du sein). 
Une étude récente (thèse, 2017) a montré que pour des patientes en dépression à la suite d'un cancer du sein, la thérapie cognitive est plus efficace que la luminothérapie, mais que cette dernière permet néanmoins une amélioration chez des patientes refusant la thérapie comportementale.

## Critiques
Pour leurs détracteurs[Lesquels ?], les TCC sont inadéquates à répondre aux causes des souffrances psychiques :
- Atteinte de critères de réussite standardisés : elles ne visent que les symptômes pris « au pied de la lettre », en ce sens une suppression apparente du symptôme sur un objectif précis ne signifie pas qu'il y ait disparition des causes de celui-ci. Il est aussi proposé que le traitement TCC entraîne parfois le déplacement du symptôme. Toutefois, une lecture des publications depuis les années 1980 et l’avènement du courant cognitiviste montre qu'il n'existe pas de critère standardisé. Les évaluations permettent de vérifier l'amélioration de certains symptômes comme l’anxiété, mais ne définissent pas de critères de réussite. Ensuite, le traitement de la cause est recherché, par le travail sur les schémas de pensées, qui génèrent les symptômes. Ces critiques étaient pertinentes sur la pratique purement comportementale mais sont contestables depuis le développement du courant cognitiviste.

Selon le psychologue clinicien Thomas Rabeyron, l'ouvrage CBT : The cognitive behavioural tsunami publié en 2019 par Farhad Dalal, psychothérapeute et thérapeute de groupe « met en lumière la corruption scientifique sous-jacente au développement d’une partie des TCC associée à un cadre idéologique marqué par les excès du positivisme et du néolibéralisme ». Il ne s'agit pas tant d'une critique des TCC en elles-mêmes que celle d'un usage « à partir de données falsifiées et une vision mensongère des autres approches psychothérapiques à des fins économiques et politiques ». Les affirmations qu'elles sont « prouvées scientifiquement » et donc « plus efficaces » que les autres approches, sont contredites par des recherches empiriques « (Shedler en 2010 ; Steinert et al. en 2017 ; Woll et Schönbrodt en 2019) » et des études comparatives (Baardseth et al. en 2013 ou  Leichsenring & Steinert en 2017) qui ne montrent pas non plus une efficacité plus grande.  Les politiques publiques sont ainsi conduites « à de graves difficultés sociales et économiques comme on l’observe en Grande-Bretagne » . (Liens svp)

### Liens Externes
- « Thérapies comportementales et cognitives : sortir de son trouble », La Science, CQFD, Franc Culture, 20 février 2024.